# Повітряний туризм
Повітряний туризм (авіатуризм, парашутний туризм) — один з різновидів туризму, в основі якого подолання маршруту в повітрі.
Авіатуризм — різновид повітряного туризму за допомогою авіатранспорту. Серед послуг, які пропонуються в авіатуризмі — це повітряні екскурсії, проведення полювання з повітря.
Розрізняють такі види повітряних суден, що використовуються в туризмі: автожир, аеростат, вертоліт, дирижабль, повітряні кулі, гвинтокрил, махоліт, параплан, м'язоліт, планер, літак, турболіт, атомоліт[що?], дельтаплан, мотодельтаплан, літак на фотоелектричних елементах. Відмінності між ними полягають у наявності або відсутності силової установки, а також у питомій вазі цих апаратів (легші вони чи важчі від повітря). Повітряні судна, важчі від повітря, розрізняються також за конструкцією, завдяки якій вони утримуються в повітрі: наявність несучих поверхонь (крил), несучих гвинтів або вертикально розташованого реактивного двигуна.
Сьогодні подорожі на повітряних кулях доступні на різних фестивалях, акціях, а також як додаткова анімація в туристських зонах. Дальність польоту на повітряній кулі залежить від сили вітру, а при середній силі вітру це 20—30 км. На фестивалях повітряні кулі піднімаються на висоту до 1000 м. Цікаво, що один із дирижаблів Aeroscraft ML866 в США завбільшки в три футбольні поля перетворено у чотириповерховий готель класу «люкс». Всередині небесного будинку знаходяться пасажирські салони, комфортабельні каюти, конференц-зали та ресторани, бібліотека і навіть казино. Літальний апарат наповнений гелієм і вогнестійким газом. Завдяки прозорій підлозі залу нарад, відкривається прекрасний вид з висоти польоту. Повітряне судно може підніматися на висоту 2438 метрів.
Окрім того, в повітряному туризмі виокремлюється окремий підвид — парашутний туризм, що здійснюється за допомогою парашуту. Зараз розрізняються такі види парашутної туристичної анімації: парашутінг, парашутний фрістайл, кайтсерфинг, параселинг, скайсерфинг, купольна акробатика, фріфлаїнг, свуп, бейсджампинг, польоти у вінгсьюті.
Подібний туризм жваво розвивається в таких туристичних зонах, де морське узбережжя знаходиться неподалік гірських зон, наприклад Анталія (Туреччина), Крим (Україна), Гаваї (США).